# Helen Donis-Keller
Helen Donis-Keller (* 20. Jahrhundert in Madison (Wisconsin), Vereinigte Staaten) ist eine US-amerikanische Genetikerin, Künstlerin und Hochschullehrerin. Sie ist die erste Michael-E.-Moody-Professorin und Professorin für Biologie und Kunst am Olin College in Needham (Massachusetts). Sie wurde für die Entwicklung der ersten genetischen Kopplungskarte des menschlichen Genoms geehrt und in die American-Association-for-the-Advancement-of-Science-Fellows-Klasse 2023 gewählt.

## Leben und Werk
Donis-Keller wuchs in Elkhart (Indiana) auf. Sie studierte Grafikdesign und Fotografie an der University of Cincinnati und arbeitete zwei Jahre lang bei Hallmark Cards in Kansas City (Missouri). 1970 zog sie mit ihrem damaligen Ehemann für fünf Jahre nach Kanada, damit ihr Mann während des Vietnamkriegs nicht eingezogen wurde. Sie arbeitete als Grafikdesignerin und studierte an der Lakehead University in Ontario. Dort erhielt sie einen Bachelor-Abschluss in Naturwissenschaften und Biologie. Sie promovierte dann Biochemie und Molekularbiologie bei Walter Gilbert an der Harvard University mit der Dissertation Enzymatic RNA Sequencing and Fractionation Methods.
Nach ihrem Abschluss arbeitete sie kurz mit Bernard N. Fields an Reoviren und wurde dann in Gilberts neuer Firma Biogen, Inc. Assistant Research Director of Molecular Biology. Von 1983 bis 1989 leitete sie die Abteilung für Humangenetik bei Collaborative Research, Inc. In ihrer Funktion bei Collaborative Research leitete sie ein Team, das die erste genetische Kopplungskarte erstellte. Von 1989 bis 1992 war sie Professorin für Genetik an der School of Medicine an der Washington University in St. Louis. Von 1992 bis 2001 war sie an der Washington University Professorin für Genetik und zeitgleich Professorin für Chirurgie und Direktorin der Abteilung für Molekulargenetik beim Menschen der Klinik für Chirurgie der Washington University School of Medicine.
Während eines Sabbaticals belegte sie Kunstkurse und erwarb einen Master of Fine Arts (MFA) in Atelierkunst an der School of the Museum of Fine Arts, Boston und der Tufts University. Nach ihrem Abschluss wurde Donis-Keller Professorin für Biologie und Kunst am Olin College of Engineering.
1996 heiratete sie den Biologen Boris Magasanik.

## Forschung
Ihre Forschungsstudien als Doktorandin an der Harvard University im Labor von Wally Gilbert konzentrierten sich auf die Entwicklung einer Methode zur RNA-Sequenzierung und Anwendungen dieser Methode. Als Wissenschaftlerin bei Collaborative Research, Inc. konzentrierte sich ihre Forschungsgruppe auf die Erstellung der ersten genetischen Kopplungskarte des menschlichen Genoms und die Anwendung genetischer Kartierungsmethoden auf Erbkrankheiten, darunter Mukoviszidose und Neurofibromatose Typ 1. Während dieser Zeit arbeitete ihre Forschungsgruppe auch an der Entwicklung von DNA-Markern und deren Verwendung zur Verfolgung des Verlaufs von Knochenmarktransplantationen sowie an der Verwendung von DNA-Sequenzen im Allgemeinen, um menschliche Individuen voneinander zu unterscheiden.

### Das Humangenomprojekt
Die Kernidee von Genomprojekten war die zielgerichtete Bemühung, ganze Organismen oder wesentliche Teile ihres Genoms zu kartieren und zu sequenzieren. Staatliche Unterstützung für solche technisch ausgerichteten Bemühungen entwickelte sich nur langsam. Das Unternehmen Collaborative Research, Inc. und eine private Wohltätigkeitsorganisation, das Howard Hughes Medical Institute, finanzierten Labore, die sich der Herstellung von DNA-Markern widmeten. Diese beiden Labore unter der Leitung von Donis-Keller (Collaborative Research) und Ray White (HHMI, Utah) steuerten mehr als die Hälfte der DNA-Marker bei, die 1987 auf der menschlichen genetischen Karte existierten. Mehrere Vorschläge zur Anwendung dieser Methoden auf menschliche Chromosomen wurden jedoch Mitte der 1980er Jahre von wissenschaftlichen Gutachtergruppen abgelehnt.
Die Weiterentwicklung der menschlichen genetischen Kopplungskarte wurde in ihrem Forschungslabor an der Washington University in St. Louis im Rahmen des von den National Institutes of Health geförderten Human Genome Project (NIH/CEPH Collaborators Mapping Group, 1992) fortgesetzt. Darüber hinaus wurden neue Anwendungen genetischer Kartierungstechnologien für eine Vielzahl von Erkrankungen, darunter mehrere vererbbare und sporadische Krebsarten, entwickelt. Die Erforschung des genetischen Locus einer Form von Schilddrüsenkrebs, der Multiplen Endokrine Neoplasie Typ 2A, führte zur Identifizierung des Ret-Proto-Onkogens als auslösendem Agens und zu prädiktiven Diagnosetests für die Erkrankung.

### Studien zur Schilddrüse
Studien in ihrem Labor ergaben, dass eine weitere Form von Schilddrüsenkrebs, die Multiple Endokrine Neoplasie Typ 2B, ebenfalls durch das Ret-Proto-Onkogen verursacht wird. Laborforschungen an DNA-Markern für menschliche Telomere, die Enden linearer Chromosomen, führten zur Identifizierung und Charakterisierung einer großen Zahl telomerspezifischer DNA-Marker, die zahlreiche Anwendungen in der klinischen und Grundlagenforschung fanden. Ihre Forschungsgruppe beteiligte sich außerdem am Aufbau und der Pflege einer Brustkrebsgeweberessource für die Forschung und die Entwicklung von Therapien für diese Erkrankung.

### Forschung am Olin-College
Am Olin College forschte sie an Viren und Mykobakteriophagen und zur Evolution und Diversität des Genoms von Mykobakteriophagen. In Zusammenarbeit mit dem Labor von Graham Hatfull und dem Bacteriophage Genome Center der Universität Pittsburgh wurden DNA-Sequenzen der Genome zweier Olin-Phagen bestimmt, mutmaßliche Gensequenzen identifiziert und anschließend mit den im Hatfull-Labor sequenzierten Phagen verglichen. Ein weiterer Forschungsschwerpunkt liegt auf der Pilzbiologie und dem Artenschutz.
Am 19. Juli 2025 betrug ihr h-Index bei Google Scholar 55.

## Kunst zu Genotyp und Phänotyp
Mitte der 1990er Jahre wandte sich Donis-Keller der Kunst zu, um die komplexe Beziehung zwischen dem genetischen Potenzial eines Individuums und den biologischen, sozialen und umweltbedingten Einflüssen zu untersuchen. Die Vielfalt ihrer Bilder, die das Ergebnis digitaler Manipulation, Zeichnung, Malerei und Videoanimation sind, soll auf die möglichen entwicklungsbedingten Einflüsse von Umwelt-, chemischen, gesellschaftlichen und anderen Einflüssen hinweisen, also auf den Phänotyp eines Menschen. Ihre Arbeiten wurden erstmals 2001 an der Tufts University ausgestellt, und eine Auswahl aus der Serie wurde anschließend in vielen verschiedenen Ausstellungsorten auf der ganzen Welt gezeigt.

## Auszeichnungen
- 1994: Marion Spencer Fay Award[13]
- 1995: Ehrendoktor der Naturwissenschaften, Lakehaed University[14]
- 2023: Fellow der American Association for the Advancement of Science[15]

## Veröffentlichungen (Auswahl)
- mit C.  Green, S. Helms, B.  Cartinhour, B. Weiffenbach, K. Stephens, T. P. Keith, D. W. Bowden, D. R. Smith, E. S. Lander, et al.: A genetic linkage map of the human genome. Cell 51, 1987, S. 319–337.
- mit Allan M. Maxam, Walter Gilbert: Mapping adenines, guanines, and pyrimidines in RNA. Nucleic Acids Research. 4 (8), 1977, S. 2527–2538. doi:10.1093/nar/4.8.2527.
- A genetic linkage map of the human genome. Cell. 51 (2), 1987, S. 319–337. doi:10.1016/0092-8674(87)90158-9.
- mit Shenshen Dou, David Chi, Katrin M.Carlson, Koji Toshima, Terry C. Lairmore, James R. Howe, Moley, F. Jeffrey, Paul Goodfellow, Samuel A.Wells: Mutations in the RET proto-oncogene are associated with MEN 2A and FMTC. Human Molecular Genetics. 2 (7), 1993, S. 851–856. doi:10.1093/hmg/2.7.851.